# وذح
وذح (بالإنجليزية Erythrasma) هو التهاب بالجلد تسببه بكتيريا الوتدية المستدقة. يكون لونه وردي في البداية على شكل لطخات وردية غير منتظمة، ولكن مع تطور الالتهاب بسرعة تصبح بنية اللون ومتقشرة .يكثر انتشار هذا المرض بين مرضى السكر والمصابين بالسمنة، وفي المناطق ذات المناخ الدافئ، ويتم ذلك من خلال ارتداء الملابس بشكل كثيف .

## الاعراض
يكون الوذح على شكل بقع وينتشر في الثنيات أي (في مناطق الجلد التي تكون متثنية وغير مكشوفة، مثل الإبط والفخذ، وتحت الثدي, وكذلك العانة ويسمى وذح العانة ). وبعض الأحيان يكون من الصعب تميزه عن السعفة . ويمكن التشخيص له يكون على الصورالسريرية . ويمكن التاكد من الوذح بالاعتماد على مصباح وود و الأشعة فوق البنفسجية، حيث يمكن التفريق بينه وبين الإصابات الفطرية والأمراض الجلدية الأخرى.

## العلاج
يتم التعامل مع الوذح بالمعالجة الموضعية بحمض الفوسيديك أو النظامية كالماكروليدات , وأدوية مثل الإريثروميسين أو أزيثروميسين.